# Code postal en France
Le code postal en France est une suite de cinq chiffres dont les deux premiers correspondent au département ; il est destiné à faciliter l'acheminement du courrier en identifiant le bureau qui assure la distribution au destinataire. Il est inscrit au début (à la gauche) de la dernière ligne de l'adresse et précède le nom de localité.
Attention, le code postal est différent du code INSEE affecté à la même commune.

## Histoire
Le code postal est expérimenté à partir de l'année 1964, puis est généralisé le 26 octobre 1965 par l'administration des PTT, prédécesseur de La Poste ; son format est alors constitué d'un nombre à deux chiffres correspondant au code des départements.
Le 23 mai 1972, le ministre des Postes et Télécommunications, Robert Galley, annonce publiquement la réforme du code postal. Celui-là passe à cinq chiffres à partir du 3 juin 1972.
Chaque bureau distributeur de courrier se voit affecter un code postal de cinq chiffres, les deux premiers correspondant au numéro du département. On a attribué aux communes n'ayant pas de bureau distributeur le code du bureau distributeur auxquels elles étaient rattachées. Certaines grandes communes ayant plusieurs bureaux distributeurs ont donc plusieurs codes postaux.
Les 34 955 communes existant au 1er janvier 2022 en France sont desservies par 6 328 codes postaux.

## Composition
Le code postal est composé de cinq chiffres, qui s'écrivent sans séparer les chiffres par un séparateur de milliers : 78000 VERSAILLES.

### Cas général

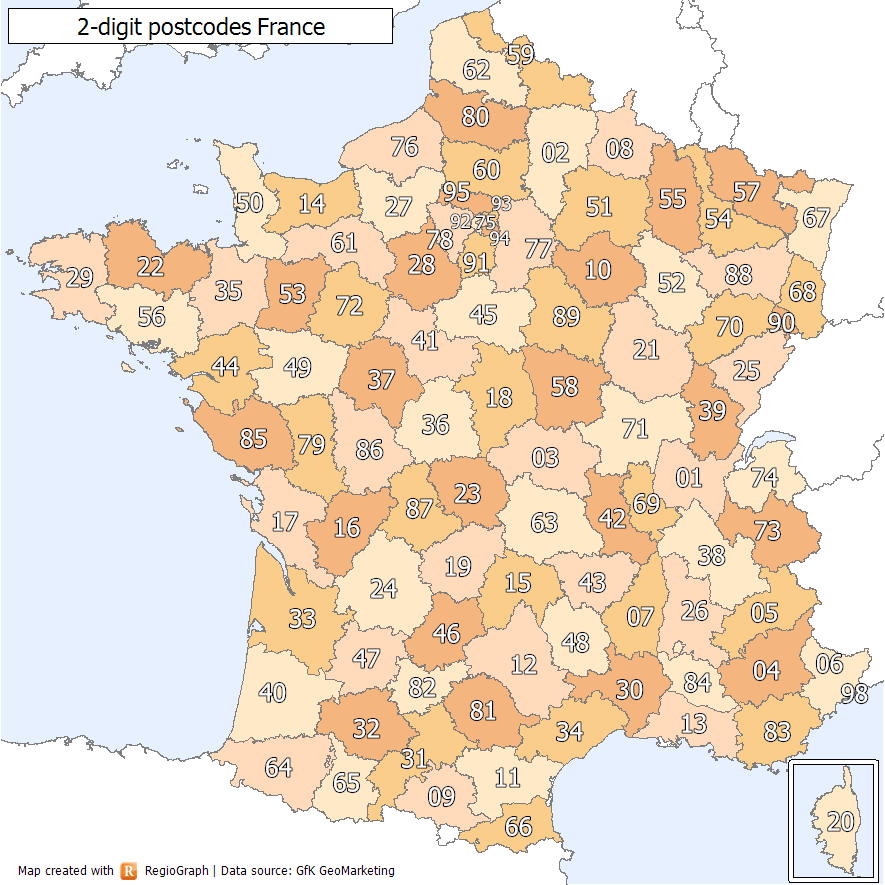
Carte de France métropolitaine avec les numéros de département qui correspondent aux deux premiers chiffres du code postal.

Les deux premiers chiffres
Les deux premiers chiffres du code correspondent au numéro du département dans lequel est situé le bureau distributeur du courrier de la commune.
Il existe des communes dont le code postal correspond au département voisin. 
Les trois chiffres suivants
Les trois chiffres suivants identifient chaque bureau distributeur existant en 1972 au sein du département. Les communes qui relèvent d'un même bureau distributeur (typiquement en zone rurale très peu peuplée) se partagent alors le même code postal. À l'inverse, lorsqu'une commune dispose de plusieurs bureaux distributeurs (typiquement les grandes villes), elle est alors dotée de plusieurs codes postaux, répartis selon les quartiers desservis (un par bureau distributeur). Leurs limites sont souvent identifiées par des voies ferrées, des rues importantes, des cours d'eau ou des détails géographiques (par exemple : Orléans : 45000 au nord de la Loire, 45100 au sud). Certaines de ces grandes villes peuvent aller jusqu'à cinq ou six codes différents : par exemple Montpellier (34000, 34060, 34070, 34080 et 34090), Toulouse (31000, 31100, 31200, 31300, 31400 et 31500) ou encore Bordeaux (33000, 33100, 33200, 33300 et 33800)

#### Préfectures
Les communes, sièges des préfectures, ont un code finissant par000.
Depuis la création des communes nouvelles, certaines villes, sièges de  préfectures, ont fusionné avec des communes voisines. Comme indiqué au sous-paragraphe « commune nouvelle », les communes déléguées conservent le code postal antérieur. On trouvera donc le code 91080 ÉVRY-COURCOURONNES pour les courriers à destination de l'ancienne commune de Courcouronnes.

#### Sous-préfectures et autres villes importantes
Les villes, où se situent les sous-préfectures et les autres villes importantes, ont généralement un code finissant par 00. Par exemple, dans le département du Morbihan, Vannes, la préfecture, a le code 56000, Lorient le code postal 56100 et Pontivy 56300. Certains codes n'ont pas été attribués, souvent pour des raisons locales, ou en attente d'affectation. Dans les Ardennes (08) la préfecture (Charleville-Mézières) a pour code postal 08000 et celui de la première sous-préfecture (Sedan) est 08200. Le code 08100 n'a jamais été attribué. Les autres villes ont un code se terminant généralement par 0.
Certaines villes, qui ne sont pas des sous-préfectures mais sont relativement étendues ou qui ont des quartiers distincts, peuvent avoir plusieurs bureaux distributeurs et donc plusieurs codes postaux. C'est alors le nom du bureau distributeur et non celui de la commune qui figure à droite du code postal. Par exemple, la commune de Saint-Maur-des-Fossés utilise les codes 94100 ST MAUR DES FOSSES et 94210 LA VARENNE ST HILAIRE et celle d'Antibes utilise les codes 06600 ANTIBES et 06160 JUAN LES PINS.

#### Paris, Marseille et Lyon
Dans le cas de Paris, Marseille et Lyon, les derniers chiffres indiquent l'arrondissement municipal (75001 à 75020, 13001 à 13016, 69001 à 69009 respectivement). Le numéro de l'arrondissement n'est pas indiqué dans la ligne : 69004 LYON. Le 16e arrondissement de Paris est même divisé en deux, en partie en raison de la grande quantité de courrier à destination de la Maison de la Radio : 75016 (partie sud, quartiers d'Auteuil et de la Muette, où est située la Maison de la Radio) et 75116 (partie nord, quartiers de la Porte-Dauphine et Chaillot).

#### Autres villes
La plupart des codes postaux se terminent par un 0, mais certains codes postaux récents font exception, comme Cébazat (63118), Biache-Saint-Vaast (62118), Fontaine-lès-Dijon (21121), Saint-Martin-Belle-Roche (71118), Galgon (33133), Ouessant (29242), Carrières-sous-Poissy (78955) et Biéville-Beuville (14112).

#### Communes nouvelles
Depuis 2010 et la mise en place de la loi de réforme des collectivités territoriales, de nombreuses communes ont fusionné pour former des communes nouvelles. Dans ces cas, elles conservent leur code postal antérieur (elles n'ont pas changé de bureau distributeur). Le nom de la localité est celui de la commune nouvelle, et il faut indiquer le nom de l'ancienne commune sur une ligne située au-dessus. Exemple :
- avant la fusion :
49270 LANDEMONT
- après la fusion :
LANDEMONT
49270 OREE D ANJOU

#### Communes rurales
En zone rurale, les codes postaux correspondent souvent à une commune, qui est le siège du canton. Cependant, les différents redécoupages cantonaux ou l'éloignement de certains bureaux distributeurs ne permettent pas d'établir une règle générale, la répartition des communes s'affranchissant des limites cantonales officielles au profit de la logique de la moindre distance. Par exemple, les dix communes de l'ancien canton de Saint-Privat (Corrèze) constituent un code postal à part de Hautefage, qui est plus proche d'Argentat de 5 km et donc desservie par cette dernière. Le redécoupage cantonal de 2014-2015 ayant fusionné ces deux cantons, l'anomalie n'est plus significative.
Certaines communes rurales avec un territoire assez vaste ou cloisonnées par le relief peuvent se voir affecter un code postal différent selon la partie de la commune, en fonction du bureau distributeur la desservant. Par exemple, la commune ardéchoise d'Issanlas est desservie avec les codes 07510 ST CIRGUES EN MONTAGNE et 07660 LESPERON, les deux parties de la commune ne communiquant par aucune route ou même aucun chemin carrossable. C'est le cas également de la commune de Saint-Just-sur-Viaur, dans le département de l'Aveyron, qui utilise les codes postaux 12170 REQUISTA et 12800 NAUCELLE.

#### Cedex
Alors que le code postal dit « normé » correspond à un bureau de poste couvrant entièrement ou en partie une ou plusieurs communes, les codes postaux appelés CEDEX (Courrier d'entreprise à distribution exceptionnelle) sont spécifiques à une administration, à une entreprise ou relatifs à la location d'une boîte postale (BP). Ils sont donnés selon le choix du receveur du bureau postal qui les délivre. Par exemple, « EPM avenue de la Jalière BP 90137 44701 ORVAULT » est l'adresse complète d'un établissement pénitentiaire pour mineurs (EPM), dont le code postal 44701, se terminant par 01 désigne directement les boîtes postales du bureau de poste 700 du département 44. 44701 est un CEDEX, dont la boîte postale précise peut être mentionnée dans l'adresse, précédé de la mention "BP".
Il est dans l'intérêt, notamment financier, de La Poste de créer un CEDEX ; en effet, ce système de distribution hors du commun signifie que l'entreprise ou l'administration paye à la Poste le portage des courriers et colis qui lui sont destinés par une desserte particulière, journalière (sauf samedis, dimanches et jours fériés)  qui est faite par un véhicule postal. Mais  même si de grandes quantités de courrier et de colis sont adressées à un établissement public ou privé, le CEDEX n'est pas obligatoire. Par exemple, l'adresse sans aucune mention de voie « Maison centrale 17410 ST MARTIN DE RE » est tout à fait valable. Elle désigne un établissement de la commune ayant un code postal normal 17410 et non un CEDEX. Même si dans les faits le volume important de courrier amène la création d'une boîte postale ou une distribution particulière, celle-ci n'a pas engendré un CEDEX.

#### Groupements et zones non desservies
En France, il est prévu  que toutes les communes doivent être desservies  selon le principe de service « universel », qui est défendu auprès des institutions internationales. Néanmoins, les habitations régulièrement inaccessibles, par exemple en raison de la neige mais aussi les habitations groupées (impasses étroites, îles, etc.), sont le plus souvent « groupées ».
Les habitants de Saint-Pierre-et-Miquelon reçoivent leur courrier en groupement, à savoir aux boîtes postales hébergées dans les bureaux de poste de Saint-Pierre et Miquelon-Langlade.

### Cas particuliers

#### Code postal correspondant au département voisin
Il existe plusieurs communes françaises dont le préfixe (de deux chiffres) du code postal n’est pas le code du département (indépendamment des départements de la Corse, codés « 2A » ou « 2B », et dont le code postal des communes commence par « 20 »).
La raison en est le plus souvent un problème d’accessibilité ; lorsque la ville ou le village est encaissé dans une vallée, il est plus facile de distribuer le courrier par la vallée, quitte à le faire depuis un autre département. Le code postal identifiant le bureau distributeur de ces villes ont un code postal correspondant à un autre département que le leur.
En 2022 vingt trois communes dont le courrier est distribué par un bureau qui ne se trouve pas dans le même département (villages limitrophes)[réf. souhaitée]. Par exemple Laveyrune a pour code postal 48250 (48 étant le code de la Lozère) alors qu'elle est dans l'Ardèche (07), et Lavancia-Epercy a pour code 01590 (01 étant le code de l'Ain) alors qu'elle est dans le Jura (39).

#### Séries xx180 et xx280
Pour des raisons de séries de timbres contrefaits ou ratés, la plupart des départements français en France métropolitaine ont « sauté » les séries « xx180 » et « xx280 ».[réf. nécessaire] Dans certains départements le code finissant par 180 ou 280 a été rajouté ou créé récemment : Marzy, commune de la Nièvre dont le code postal est 58180 depuis 1992, La Grande-Motte dans l'Hérault (34280) qui a été créé en 1973. On peut ainsi remarquer que de nombreux départements sont passés volontairement de 170 à 190 et de 270 à 290 dans les trois derniers chiffres.

#### Corse (20)
En 1976, le découpage du département insulaire de la Corse en deux départements a conduit l'Insee à remplacer le code 20 attribué à la Corse par ordre alphabétique, par les deux codes géographiques officiels de département 2A (Ajaccio) pour la Corse-du-Sud et 2B (Bastia) pour la Haute-Corse.
Les deux premiers chiffres des codes postaux ont été maintenus 20, mais la plupart des communes se sont vu alors attribuer un nouveau code postal, avec le troisième chiffre 1 pour la Corse-du-Sud et un 2 pour la Haute-Corse, à l'exception d'Ajaccio, qui a conservé le 20000. Ainsi, la commune de Sotta a vu son code passer de 20284 au code 20146.
En raison de leur évolution démographique, on a attribué aux communes de Furiani et Biguglia les codes 20600 et 20620, respectivement.

#### Finistère
En raison de la configuration de la desserte ferroviaire de la Bretagne (la ligne Paris - Rennes se séparant au nord vers Brest, au sud vers Quimper), le personnel ambulant postal séparait le courrier en deux groupes, l'un destiné au centre de tri de Brest, qui desservait le nord du département et les nombreux sites militaires, et l'autre le centre de tri de Quimper, pour le sud du département. En novembre 1961 est mise en service la liaison aérienne vers Rennes. Le tri ne pouvant pas s'effectuer dans l'avion, on a alors demandé en juin 1962 à l'expéditeur d'identifier sur son courrier le Nord-Finistère (29N) et le Sud-Finistère (29S), la séparation étant située aux environs des Monts d'Arrée.
En 1972 lors du passage aux cinq chiffres, les codes postaux du Finistère sont répartis géographiquement par le troisième chiffre. En dehors de Quimper (avec le code 29000), les bureaux distributeurs du sud se voient affecter un code compris de 29100 à 29170 et ceux du nord de 29200 à 29273, les numéros au-delà de 29300 étant inutilisés. Quelques années plus tard, de nouveaux codes sont attribués, le troisième chiffre étant impair pour la zone sud et pair pour la zone nord. Camaret-sur-Mer passe alors du code 29129 au code 29570.

#### France d'outre-mer
En France d'outre-mer, le code postal est également composé de cinq chiffres, dont les 3 premiers chiffres identifient le département (commençant par 97) ou le territoire (commençant par 98). Le bureau distributeur est alors identifié par les deux derniers chiffres.
Par exemple, le code de la ville de Trois-Rivières en Guadeloupe est 97114 (le code de la Guadeloupe étant 971). Le code de la ville de Nouméa en Nouvelle-Calédonie est 98800 (le code de la Nouvelle-Calédonie étant 988). Le code postal de la ville de Saint-Paul sur l'île de la Réunion est le 97460 (le code de la Réunion étant 974).
Les collectivités d'outre-mer de Saint-Barthélemy et Saint-Martin, créées en 2007 et précédemment rattachées à la Guadeloupe, ont conservé leurs codes postaux respectifs 97133 et 97150 bien que l'Insee leur ait attribué des codes géographiques 977 et 978. Les préfixes 978 et 977 sont en effet déjà attribués à des codes postaux CEDEX de La Réunion.

#### Principauté de Monaco
La principauté de Monaco a adopté le système postal français, et son code postal est 98000. Les boîtes postales ou Cedex sont identifiées par les codes 980xx.

#### Code postaux non géographiques
Il existe certains codes postaux qui ne correspondent pas à une commune ou à un établissement précisément localisé.
Vente par correspondance
Les sociétés de vente par correspondance peuvent adhérer au service commercial de la Poste nommé « Vepex 5000 » (V comme vente par correspondance). Dans ce cas, l'adresse est inutile puisqu'au nom de l'entreprise adhérente et à la mention Vepex correspondent une adresse connue de la Poste : « nom de l'entreprise, Vepex 5000 ». Il est rassurant mais inutile de faire suivre de la véritable boîte postale : « SOFINCO, Vepex 5000, 59072 ROUBAIX Cedex 1 ».
Séries xx900
Tous les codes postaux se terminant par 900 (sauf pour 97900, qui est remplacé par 97199, 97299 et 97399) correspondent aux centres financiers de La Banque Postale pour chaque département.
Paris Entreprise
Toute entreprise peut adhérer au service commercial de la Poste « Paris Entreprise ». Dans ce cas, l'adresse est théoriquement inutile puisqu'au nom de l'entreprise adhérente et à la mention d'un code postal commençant par 99 correspondent une boîte postale connue de la Poste : « nom de l'entreprise, 99123 ».
Depuis 2009, la Poste s'est attribué la boîte postale Entreprise 999 : « Service consommateurs, 99999 LA POSTE ».
Une entreprise organisant un seul concours peut donc se faire adresser son courrier à sa boîte 99123.
Paris Concours
Certaines entreprises organisent de nombreux concours et certaines sociétés sont spécialisées dans la gestion de concours pour le compte de sociétés tierces. Il leur est très utile d'indiquer de quel concours il s'agit directement sur l'enveloppe. En cas d'adhésion au service commercial de la Poste nommé « Paris Concours », l'adresse est inutile puisqu'on retrouve la boîte postale Entreprise décrite au paragraphe précédent, mais un numéro de jeu est ajouté. Il est demandé que les trois premiers chiffres de ce numéro soient forcément ceux de la boîte postale commençant par 99, le numéro du concours étant alors sur la ligne suivante, précédé de « Concours » ou de « Cedex ». Par exemple, pour le concours numéro 4 de la société 123, on écrit « JEU nom du jeu, CEDEX 1234, 99123 PARIS CONCOURS ».
Paris Concours est aussi utilisé par des marques pour des offres commerciales où il ne s'agit plus d'un jeu mais de poster son ticket de caisse pour recevoir un remboursement partiel : « nom de l'offre numéro X, OFFRE 123X, 99123 PARIS CONCOURS ». Exemple pour l'offre numéro 4 de la société 357 : « 50 € remboursés pour l'achat d'un lecteur HDDVD, OFFRE 3574, 99357 PARIS CONCOURS ». On retrouve ce principe des trois premiers chiffres correspondant à la boîte postale, et les suivants à l'opération commerciale.

#### Armée
L'Armée française utilisait des codes postaux commençant par 00. Néanmoins, c'est le 96 qui est attribué dans la codification interne des bureaux et est censé faciliter le tri (par un service militaire dédié) et faire suivre à un régiment qui serait en déplacement. Pour les régiments ne se déplaçant pas ou rentrant tous les jours à la base, comme les bases aériennes, l'armée française utilise aussi des codes postaux qui commencent par le numéro de département, mais ils ne sont pas totalement géographiques dans le sens où ils ne correspondent pas à la commune mais se terminent par 98 : « 13898 », « 69998 », « 75998 ».

#### Quartiers d'affaires et établissements publics
Le quartier d'affaires de La Défense est un établissement public situé sur plusieurs communes du département des Hauts-de-Seine (92).Il existe des codes postaux particuliers (92030, 92031, 92099 etc.) utilisés dans la gestion du courrier de ce quartier. Ces codes postaux identifient correctement le département 92 et sont associés à un bureau distributeur dénommé « Paris La Défense » : 92056 PARIS LA DEFENSE. Les entreprises sont autorisées à se faire adresser leur courrier à 75000 PARIS LA DEFENSE sans pénalité d'erreur d'adressage si elles désirent valoriser leur image de marque parisienne, mais cet usage est si rapidement tombé en désuétude que le courrier risque de rencontrer des difficultés d'acheminement.
Il existe de nombreux cas similaires d'établissements publics dans plusieurs communes auxquels sont attribués des codes postaux particuliers. Il s'agit du quartier d'affaires La Plaine Saint-Denis et de la ville nouvelle Marne-la-Vallée mais aussi des aérodromes dont ceux d'Aéroports de Paris, ou même de toutes petites structures, sur une seule commune, par exemple le parc d'activité Tanneries (Lingolsheim). Tous ont leur propre code postal ou série de codes postaux.

## Normes d'écriture du code postal
Le code postal du destinataire du courrier s'écrit dans la dernière ligne de son adresse. Il est immédiatement suivi du nom de la commune (en lettres capitales), y compris lorsque ladite commune ne possède pas de bureau distributeur (contrairement à l'usage plus ancien qui indiquait le bureau distributeur).
Dans le cadre des envois à destination de pays étrangers, l'Union postale universelle indique que « la partie de l’adresse qui indique le pays de destination est régie par les recommandations du pays d’origine, alors que le reste de l’adresse est soumis aux recommandations du pays de destination ». La Poste indique qu'il faut toujours, pour une lettre postée à partir de la France, écrire le nom du pays de destination en toutes lettres et en français, à la dernière ligne, le code postal et la ville étant alors avancés d'une ligne.

### Éventuel préfixe du code pays pour le courrier expédié de l’étranger
Dans certains pays, il est recommandé de faire précéder le code postal vers l'étranger par la lettre caractérisant le code ISO 3166 à 2 lettres du pays, ce qui donne FR-75001, mais FR 75001, sans le tiret, est aussi accepté.
À noter que l'Union postale universelle recommande, pour les envois internationaux, d'indiquer le nom du pays du destinataire en majuscules sur la dernière ligne de l'adresse.

## Évolution
En 1972, lors de la mise en place des codes postaux, une trentaine de départements (les Alpes-Maritimes, les Bouches-du-Rhône, le Calvados, la Charente-Maritime, la Côte-d'Or, le Doubs, le Gard, l'Ille-et-Vilaine, l'Isère, les Landes, la Loire, la Loire-Atlantique, le Maine-et-Loire, la Manche, la Meurthe-et-Moselle, la Moselle, le Nord, l'Oise, le Puy-de-Dôme, le Bas-Rhin, le Haut-Rhin, le Rhône, la Saône-et-Loire, la Sarthe, la Seine-Maritime, la Seine-et-Marne, la Somme, le Var, l'Yonne et les Yvelines), ont attribué des codes postaux dans la série xx111 à xx121[réf. souhaitée].
En 1980, lors de la refonte des codes, la moitié des départements concernés a réattribué de nouveaux codes postaux se terminant par le code 0 à ces communes. Exemple : La commune de Myon dans le Doubs est passée du code 25114 à celui de 25440.
Depuis 1980, les codes postaux attribués ont très peu évolué. Quelques rares codes nouveaux ont été créés dans les secteurs les plus en expansion démographique. Jusqu'en 2002, en particulier en zone rurale, la baisse du courrier et l'évolution démographique ont conduit à la fusion de bureaux distributeurs, entraînant la disparition du code postal affecté au plus petit nombre d'habitants. Depuis 2002, lors de la suppression de petits bureaux distributeurs, les codes postaux subsistent et les nouveaux centres courrier utilisent les codes postaux des différents bureaux distributeurs qu'ils remplacent, en figeant la situation antérieure. Cette disposition évite des modifications pour les multiples applications informatiques utilisant le code postal pour identifier une zone géographique donnée.
Certaines villes ont pu aussi voir leurs codes postaux évoluer pour mieux correspondre à leur situation géographique. C'est le cas en 2013 pour les communes de l'exclave du Nord situées dans le Pas-de-Calais (Doignies, Boursies et Mœuvres). Elles ont désormais le code postal de Cambrai 59400, au lieu du 62147. C'est aussi le cas de la commune de Ravigny, en Mayenne, qui dépendait d'un bureau distributeur dans l'Orne. Son code postal est passé du 61420 au 53370 le 28 octobre 2014.